# Tiên Lãng (huyện)
Tiên Lãng là một huyện cũ thuộc thành phố Hải Phòng, Việt Nam.

## Địa lý
Huyện Tiên Lãng nằm ở phía nam của thành phố Hải Phòng, cách trung tâm thành phố khoảng 48 km, có vị trí địa lý:
- Phía đông giáp huyện Kiến Thụy
- Phía tây giáp huyện Vĩnh Bảo và huyện Tứ Kỳ, tỉnh Hải Dương
- Phía nam giáp huyện Thái Thụy, tỉnh Thái Bình và Vịnh Bắc Bộ
- Phía bắc giáp huyện An Lão và huyện Thanh Hà, tỉnh Hải Dương.[3][4]

Đây là địa phương có dự án Đường cao tốc Ninh Bình – Hải Phòng đi qua. Sông Văn Úc là ranh giới tự nhiên phía bắc của Tiên Lãng. Sông Thái Bình là ranh giới tự nhiên phía Nam.

## Hành chính
Huyện Tiên Lãng có 19 đơn vị hành chính cấp xã trực thuộc, bao gồm thị trấn Tiên Lãng (huyện lỵ) và 18 xã: Bắc Hưng, Cấp Tiến, Đại Thắng, Đoàn Lập, Đông Hưng, Hùng Thắng, Khởi Nghĩa, Kiến Thiết, Nam Hưng, Quyết Tiến, Tân Minh, Tây Hưng, Tiên Cường, Tiên Minh, Tiên Thắng, Tiên Thanh, Tự Cường, Vinh Quang.

## Lịch sử
Huyện Tiên Lãng xưa có tên gọi Bình Hà, Tân Minh, Tiên Minh, đến cuối thế kỷ XIX, vào triều Nguyễn mới đổi gọi là Tiên Lãng, thuộc tỉnh Hải Dương.
Từ 17 tháng 2 năm 1906 đến trước năm 1945, Tiên Lãng thuộc tỉnh Kiến An, và nay là một huyện của thành phố Hải Phòng. Qua các tư liệu sử học và khảo cổ học thì từ xa xưa, vùng đất Tiên Lãng đã là điểm tụ cư của người Việt cổ.
Trong những thư tịch của các nhà hàng hải, thương nhân châu Âu (chủ yếu là người Anh và người Hà Lan) có liên quan đến xứ Đàng Ngoài trong thế kỷ XVII - XVIII thì ngoài 2 đô thị chính lúc đó là Kẻ Chợ (Thăng Long) và phố Hiến còn nhắc nhiều đến 2 địa danh khác là Batsha (một số tài liệu viết là Batshaw hay Battshaw) và Domea. Về vị trí chính xác của địa danh Batsha, nơi được các nhà hàng hải châu Âu khi thì gọi là một làng chài, khi thì được gọi là bến cảng (port, habour), cho đến nay các nhà nghiên cứu lịch sử và khảo cổ vẫn chưa thống nhất. Tựu trung là sự tranh cãi giữa 2 quan điểm: quan điểm thứ nhất cho rằng địa danh Batsha trong các thế kỷ XVII - XVIII thuộc khu vực Đồ Sơn - Kiến Thụy gần cửa sông Văn Úc hiện nay, còn quan điểm thứ hai cho rằng Batsha thuộc địa bàn huyện Tiên Lãng ngày nay ở nơi gần cửa sông Thái Bình.
Tuy nhiên, địa danh Batsha không chỉ có vai trò quan trọng đối với những thuyền buôn phương Tây trên con đường thương mại của xứ Đàng Ngoài. Những nhà hàng hải hay thương nhân châu Âu khi đến đây còn quan tâm đến hiện tượng thủy triều đặc biệt ở vùng cửa sông Đàng Ngoài. Francis Davenport, một nhân viên của Công ty Đông Ấn Hà Lan là một trong những người đã quan sát và ghi chép về hiện tượng thủy triều ở Batsha vào khoảng cuối thập niên 70 của thế kỷ 17 để cảnh báo những nguy hiểm cho các tàu buôn đến từ châu Âu khi đi vào vùng cửa sông Đàng Ngoài. Những ghi chú của Francis Davenport sau đó đã nhận được sự quan tâm của nhiều nhà khoa học nổi tiếng đương thời và cả những thế kỷ về sau đối với cơ chế hoạt động của thủy triều trên Trái Đất.
Edmond Halley, Isaac Newton (trong tác phẩm Principia Mathematica, 1687) và Pierre-Simon Laplace (trong tác phẩm Exposition du système du monde, 1796) đều có bàn về hiện tượng thủy triều ở một nơi họ gọi là cảng Batsha của vương quốc Đàng Ngoài (Tunquin, Tunking hay Tonkin). 
Trong khi đó các nhà nghiên cứu lịch sử và khảo cổ đã xác định gần như chính xác khu vực nơi có thương cảng Domea ở các thế kỷ XVII - XVIII giờ thuộc địa bàn làng An Dụ, xã Khởi Nghĩa, phía bắc huyện Tiên Lãng ngày nay. Domea, một cảng cửa khẩu quốc tế quan trọng của xứ Đàng Ngoài khi đó, đóng vai trò như tiền cảng của Phố Hiến, nơi hiếm hoi trên toàn lãnh thổ Việt Nam lúc đó, người nước ngoài, trong đó chủ yếu là người Hà Lan được thật sự tự do sinh sống và buôn bán. Cùng với những biến động của lịch sử, Domea cũng như Phố Hiến sau thời kỳ hưng thịnh đã rơi vào suy tàn.
Sau Cách mạng tháng Tám 1945 và sau năm 1954, huyện Tiên Lãng thuộc tỉnh Kiến An.
Từ ngày 27 tháng 10 năm 1962, Tiên Lãng thuộc thành phố Hải Phòng do sáp nhập tỉnh Kiến An vào thành phố Hải Phòng, gồm 19 xã: Bạch Đằng, Cấp Tiến, Chấn Hưng, Đại Thắng, Đoàn Lập, Hùng Thắng, Khởi Nghĩa, Kiến Thiết, Minh Đức, Quang Phục, Quyết Tiến, Tiên Cường, Tiên Minh, Tiên Thắng, Tiên Thanh, Tiên Tiến, Toàn Thắng, Tự Cường, Vinh Quang.
Ngày 18 tháng 5 năm 1981, chia xã Chấn Hưng thành 2 xã: Bắc Hưng và Nam Hưng.
Ngày 18 tháng 3 năm 1986, thành lập 2 xã Đông Hưng và Tây Hưng thuộc vùng kinh tế mới.
Ngày 17 tháng 2 năm 1987, thành lập thị trấn Tiên Lãng, thị trấn huyện lỵ huyện Tiên Lãng trên cơ sở toàn bộ diện tích và dân số của xã Minh Đức.
Ngày 23 tháng 11 năm 1993, thành lập xã Tiên Hưng trên cơ sở giải thể nông trường Vinh Quang và một phần diện tích của xã Vinh Quang.
Ngày 1 tháng 2 năm 2020, sáp nhập xã Tiên Hưng vào xã Vinh Quang và sáp nhập xã Tiên Tiến vào xã Quyết Tiến.
Ngày 15 tháng 8 năm 2022, Thủ tướng Chính phủ ban hành Quyết định 982/QĐ-TTg về công nhận huyện Tiên Lãng, Thành phố Hải Phòng đạt chuẩn nông thôn mới năm 2020
Ngày 24 tháng 10 năm 2024, Ủy ban Thường vụ Quốc hội ban hành Nghị quyết số 1232/NQ-UBTVQH15 về việc sắp xếp đơn vị hành chính cấp huyện, cấp xã của thành phố Hải Phòng giai đoạn 2023–2025 (nghị quyết có hiệu lực từ ngày 1 tháng 1 năm 2025). Theo đó, thành lập xã Tân Minh trên cơ sở 3 xã: Bạch Đằng, Quang Phục, Toàn Thắng.
Huyện Tiên Lãng có 1 thị trấn và 18 xã như hiện nay.

## Kinh tế

### Đặc sản
Thuốc lào Tiên Lãng, một đặc sản của Hải Phòng, một thời từng là hình ảnh xuất hiện trong nhiều tác phẩm thơ văn, điện ảnh và cả trong ca dao. Bởi vậy mới có những câu như Nhớ ai như nhớ thuốc lào, đã chôn điếu xuống lại đào điếu lên. Thuốc lào trồng trên đất An Tử Hạ nay thuộc thôn an tử xã Kiến Thiết (quê ngoại Trạng Trình Nguyễn Bỉnh Khiêm) thời xưa dùng để tiến vua và được ghi vào sách "Dư địa chí" của Nguyễn Trãi. Từng là đặc sản tiến Vua từ xa xưa và được rất nhiều người ưa chuộng bởi hương vị đặc trưng cũng như sự thích hợp bởi đất trồng nơi đây. Là mảnh đất phù sa bồi đắp suốt quá trình hình thành cũng như tách biệt về mặt địa lý với 2 mặt biển và 2 mặt sông đã hình thành Tiên Lãng gắn liền với những đặc sản mang hương vị rất riêng được nhiều người ngợi khen như cá sông, tôm mùa rảo, cua sông, rươi tháng 12, mắm cáy, thịt chó cổ truyền,.... cùng những món trên khắp Việt Nam đều có nhưng lại mang nét riêng bởi mùi và vị mà ai thưởng thức rồi đều sẽ nhớ nhung. Đặc sản khác: nếp cái hoa vàng Đại Thắng, trứng vịt Chấn Hưng, hành tỏi Bắc Hưng, nấm ăn và nấm dược liệu, thịt chó Tiên Lãng

### Làng nghề
Tiên Lãng là huyện thuần nông, không có nhiều làng nghề:
- Trồng và chế biến thuốc lào nhiều từ cầu phao cũ đến cầu Đăng thuộc xã Kiến Thiết
- Làm chiếu cói Lật Dương
- Trồng khoai tây Tiên Cường
- Trồng hành tỏi Đông Hưng
- Nấu rượu một số hộ ở Quang Phục.

### Vụ cưỡng chế đất tại Tiên Lãng
Tiên lãng được biết đến nhiều qua Vụ cưỡng chế đất tại Tiên Lãng xảy ra vào đầu năm 2012. Vụ án thu hút dư luận Việt Nam vì đây được coi là đỉnh điểm về xung đột về đất đai, của những bất cập về cả pháp luật đất đai, việc thực thi pháp luật ở các cấp địa phương và là một tổn thất chính trị to lớn.

## Dân số
Huyện Tiên Lãng có diện tích 189,04 km², dân số năm 2018 là 141.288 người. Trong đó, dân số thành thị là 12.928 người và dân số nông thôn là 128.360 người. Mật độ dân số đạt 747 người/km².
Huyện Tiên Lãng có diện tích 195 km², dân số quy đổi tính đến ngày 31/12/2022 là 185.619 người, mật độ dân số đạt 951 người/km².

## Du lịch
Nằm giữa vùng đồng bằng duyên hải Bắc Bộ, Khu du lịch nước suối khoáng nóng Tiên Lãng chỉ cách thành phố Hải Phòng 18 km về phía Nam. Đây được đánh giá là một trong 5 mỏ nước khoáng đặc biệt có giá trị của Việt Nam, và cùng loại với nguồn nước khoáng nổi tiếng trên thế giới, như: Mirgorod của Nga, Darkov của Tiệp Khắc (cũ), Baisov của Bungari, E'laruc và Sallivs de Jura của Pháp. Người dân thành phố cảng chỉ cần nửa giờ đồng hồ xe chạy đã có mặt ở nơi đây. Từ Hà Nội du khách theo tuyến đường 5 và quốc lộ 10 với gần 110 km là tới được nơi đây. Nếu qua đường Tứ Kì (Hải Dương) chỉ có 80 km, đi đường cao tốc Hà Nội - Hải Phòng mới thì chỉ mất khoảng hơn 1 tiếng (~90 km).
Đặc biệt khu du lịch này nằm trong tuyến du khảo đồng quê với những điểm đến hấp dẫn ở các huyện ngoại thành phía Nam Hải Phòng. Hầu như những ai đi dâng hương tưởng niệm đền thờ Trạng Trình Nguyễn Bỉnh Khiêm (xã Lý Học, huyện Vĩnh Bảo) khi trở về đều ghé qua và dừng chân tại Khu du lịch suối nước khoáng nóng Tiên Lãng để thưởng thức. Nước khoáng nóng thiên nhiên Tiên Lãng độc nhất vô nhị ở vùng đồng bằng Bắc Bộ, Khu du lịch nước khoáng nóng Tiên Lãng những năm gần đây đã tăng lượng khách du lịch không chỉ đến từ trong nước mà còn khá đông du khách nước ngoài.
Hiện tại cùng với Khu du lịch suối khoáng nóng Tiên Lãng tại xã Bạch Đằng thì Cụm di tích họ ngoại Trạng Trình Nguyễn Bỉnh Khiêm tại xã Kiến Thiết cũng được nhiều du khách tham quan đền Trạng ghé thăm nhằm giúp tìm hiểu rõ hơn về công ơn của họ ngoại (ông ngoại Nhữ Văn Lan và thân mẫu Nhữ Thị Thục) đối với cuộc đời và sự nghiệp của bậc danh nhân văn hóa. Cụm di tích họ ngoại Trạng Trình bao gồm Từ đường dòng họ Nguyễn - Nhữ và phần mộ ông bà ngoại là vợ chồng quan Tiến sĩ Thượng thư Nhữ Văn Lan và con gái (tức thân mẫu của Trạng Trình) Nhữ Thị Thục vẫn được nhân dân địa phương trân trọng bảo vệ hơn 400 năm qua.

## Giao thông

### Đường phố
- Bến Vua
- Cựu Đôi
- Đào Linh Quang
- Đông Cầu
- Minh Đức
- Nguyễn Văn Sơ
- Nhữ Văn Lan
- Phạm Đình Nguyên
- Phạm Ngọc Đa
- Phú Kê
- Triều Đông
- Trung Lăng.